# 밀잠자리
밀잠자리(Orthetrum albistylum)는 잠자리하목에 속하는 곤충이다. 동아시아 지역, 중부와 남부 유럽 등지에 서식하는 것으로 알려져 있으며, 특히 폴란드의 발트해 지역에도 분포함이 확인되었다. 특히 눈이초록색이나 파란색,청록색인 것이 특징 중 하나이다. 한국에서는 소규모 하천, 논두렁, 연못, 습지 등에서 흔하게 볼 수 있으며 적응력이 뛰어나다.

## 사진

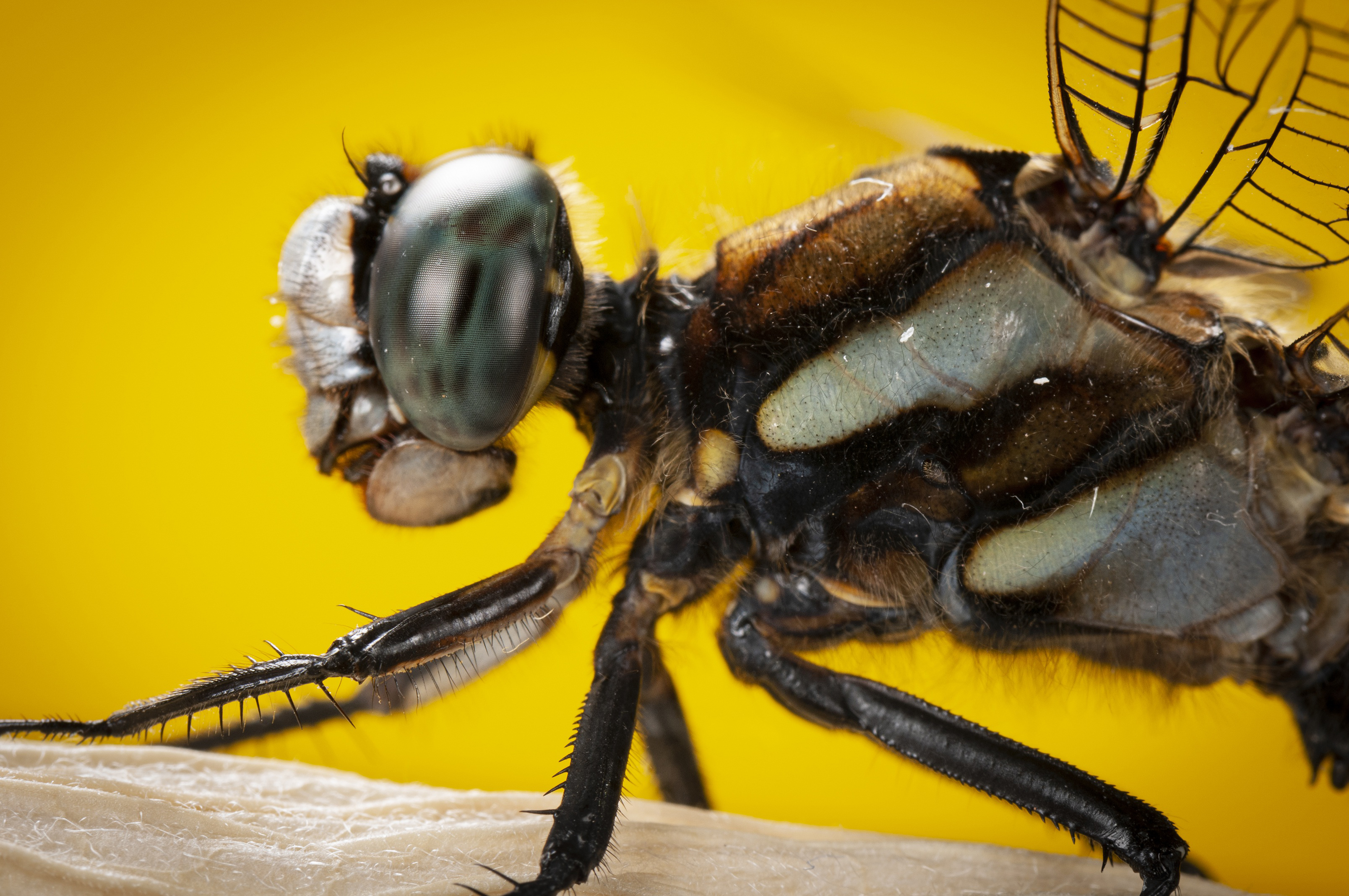
낯짝
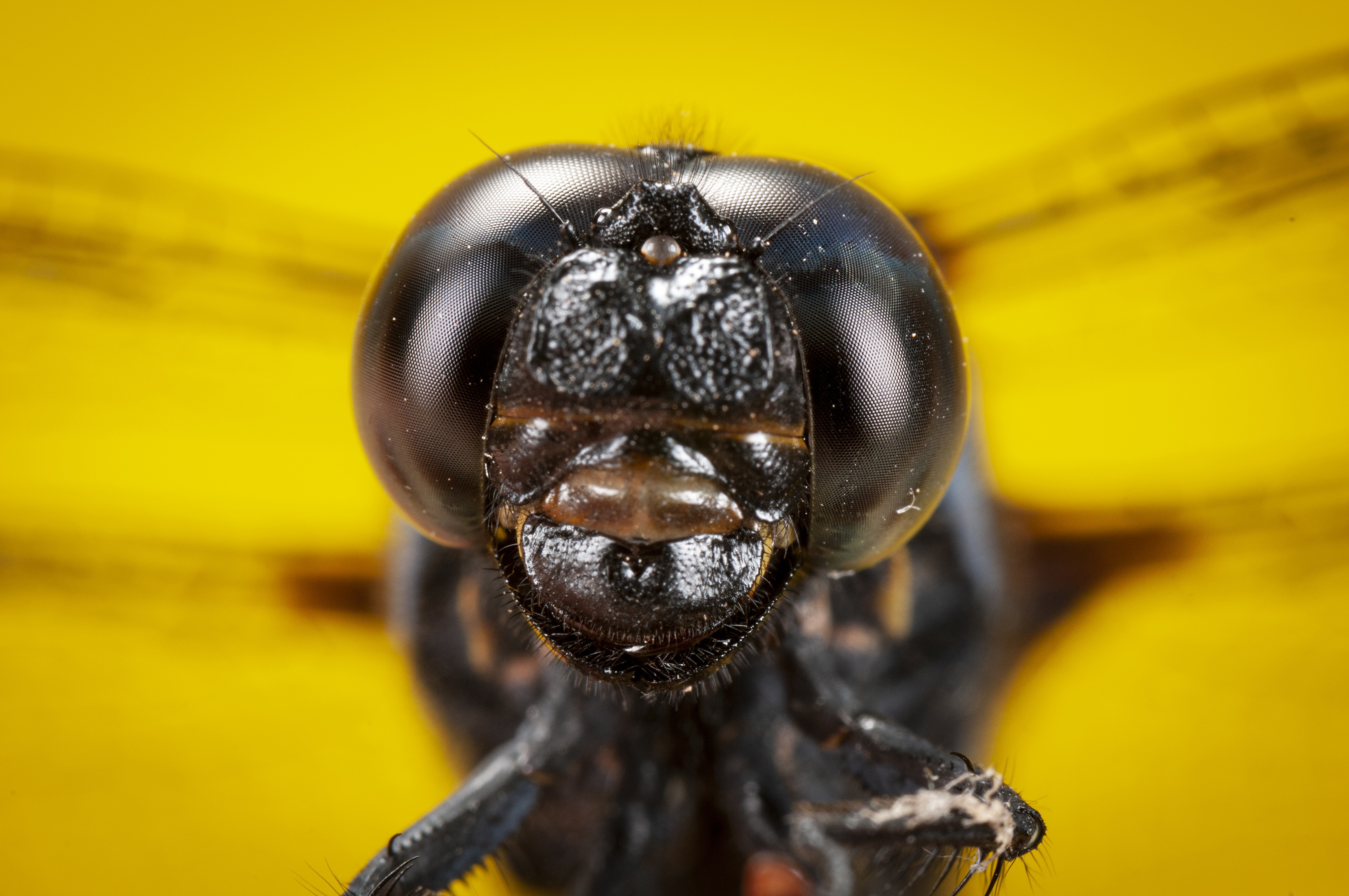
정면